# Pfeilstorch

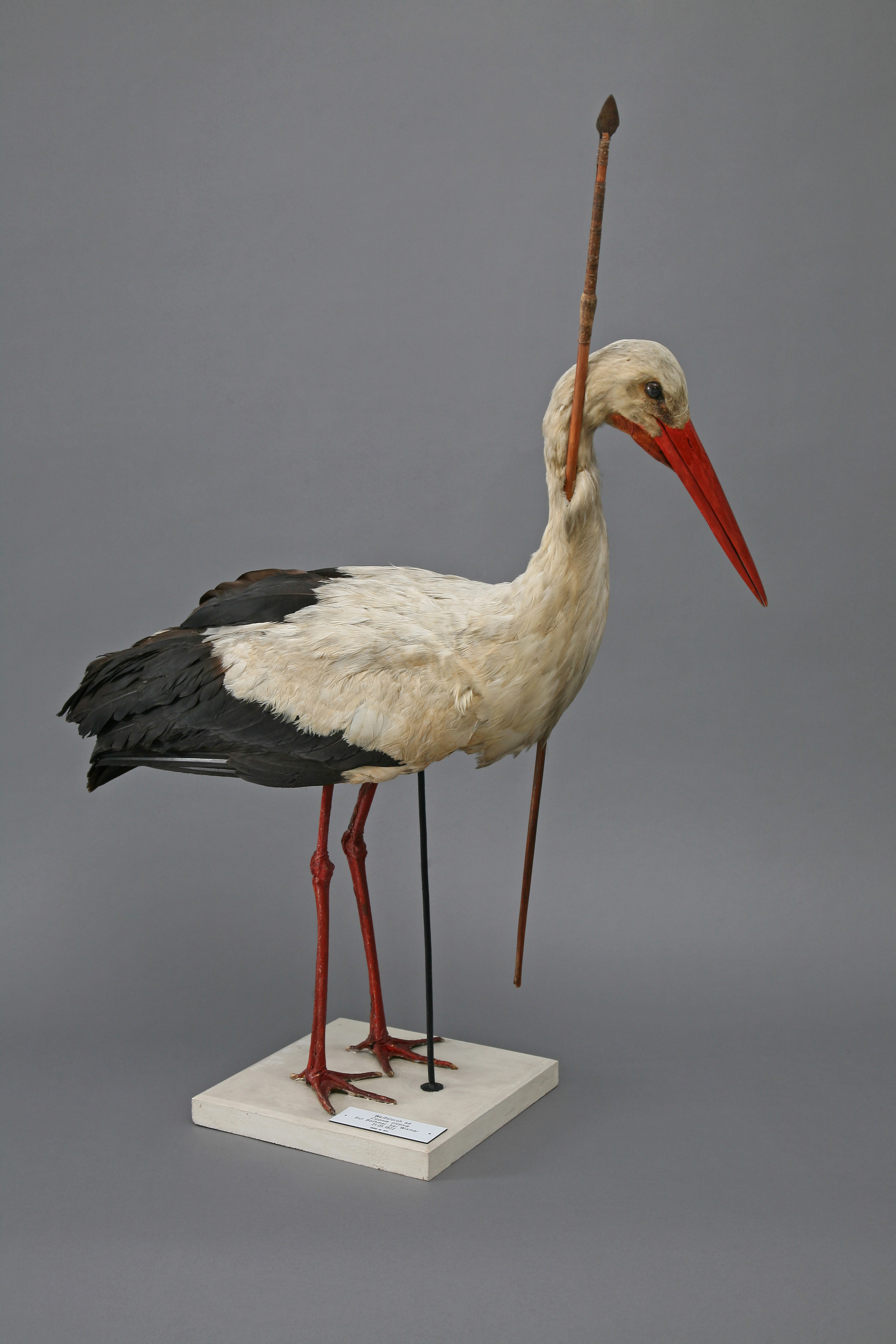
Rostocker Pfeilstorch

El terme Pfeilstorch (literalement traduït de l'alemany: cigonya de sageta) es dona a aquelles cigonyes que són travessades per sagetes mentre hivernen a Àfrica, abans de retornar a Europa amb la sageta clavada al seu cos. Fins a la data, s'han documentat al voltant de 25 Pfeilstörche.
El primer i més famós Pfeilstorch va ser una cigonya blanca trobada l'any 1822 a prop del poble alemany de Klütz, a l'estat de Mecklenburg-Pomerània Occidental. Duia una sageta d'Àfrica central al seu coll. L'exemplar va ser dissecat i avui es pot veure a la col·lecció zoològica de la Universitat de Rostock. A aquest exemplar, se l'anomena Rostocker Pfeilstorch.
Aquest Pfeilstorch va ser crucial per entendre la migració dels ocells europeus. Abans que la migració fos entesa, no es tenia cap altra explicació per la desaparició anual sobtada dels ocells com la Cigonya blanca o l'Oreneta comuna. El Rostocker Pfeilstorch en particular va provar que els ocells migren llargues distàncies cap a àrees d'hivernada. Tot i això, els hàbits migratoris i la possibilitat de ser ferit per caçadors humans no és un tret únic de les cigonyes, però les espècies petites d'ocells és probable que no tinguessin prou resistència per completar la seva migració amb un objecte clavat al cos.